# 4P Rube Göttingen
Das Unternehmen 4P Rube Göttingen GmbH (vormals Rube & Co.) war ein Industrieunternehmen in Göttingen-Weende und stelle Lebensmittelverpackungen aus Papier und später Kunststoff her. Das zuletzt zu Huhtamaki gehörende Unternehmen wurde 2007 geschlossen und aufgelöst.

## Geschichte
Das Göttinger Unternehmen Rube entstand 1870 auf dem Gelände der Weender Klostermühle. Die Klostermühle (Untere Mühle) wurde außerhalb der Ringmauern des Weender Klosters am Weendebach errichtet und erstmals 1428 urkundlich erwähnt. Vom 16. bis 18. Jahrhundert wurde sie vom Kloster an Müller verpachtet zum Mahlen von Getreide und zur Gewinnung von Öl.
Am 1. Mai 1850 verkaufte die Klosterkammer neben anderen Gebäuden auch die Klostermühle an Heinrich Christoph Eberwein (1882 gegründete Göttinger Tuchfabrik Eberwein). Die Tuchfabrik stand auf dem Gelände der ehemaligen Scharffschen Mühle nahe der Klostermühle und war die erste Weender Fabrik. Im Jahr 1866 ging die Klostermühle dann in den Besitz des Fabrikanten Richard Esau über.
1870 kaufte der Dortmunder Ingenieur Reinhard Rube die Klostermühle und betrieb bis 1873 auf dem erworbenen Gelände eine Wäscherei. 1873 entstand mit der Umrüstung der Wäscherei zu einer Fabrik zur Herstellung von Pergamentpapier die Pergamentfabrik Rube & Co. Das Unternehmen beschäftigte 11 Arbeiter. Pergamentpapier wurde ab Mitte des 19. Jahrhunderts in der Lebensmittelverpackung für Schokolade, Käse etc. eingesetzt, da es fettundurchlässig und wasserfest war. Die Lage der Klostermühle war zur Energie- und Wassergewinnung am Weendebach ideal. Die Auslieferung der Fertigwaren, genauso wie die Anlieferung der Herstellungsrohstoffe (im Wesentlichen Chemikalien und Papier), erfolgte per Pferdewagen vom Göttinger Bahnhof. Später verfügte Firma Rube über einen direkten Gleisanschluss zum Güterverkehr.
1900 übernahm der Sohn Reinhard Rubes, Reinhard Rube Junior, das Unternehmen. Er baute den Betrieb, der 1900 noch immer 11 Arbeiter beschäftigte, bis 1922 auf 180 Mitarbeiter aus. Die Produktions- und Betriebsanlagen wurden stetig erweitert. Die Produktion stieg von ca. 20.000 kg Pergamentpapier auf über 900.000 kg. Am Weendebach entstanden zwei künstliche Seebecken, die zur Wasserklärung dienten. Die Wasserqualität im Weendebach ließ zu wünschen übrig, schon im 19. Jahrhundert, als sich bereits die Tuchfabrik mit der Gemeinde Weende um Wasserrechte und Wasserqualität auseinandersetzte. 1923 wandelte Rube Junior das Unternehmen in eine Aktiengesellschaft um.
In einem Park neben der Fabrik entstand die Fabrikantenvilla, die den großen Gegensatz zwischen dem Wohlstand des Fabrikanten und der sozialen Situation der Arbeiterschaft in den Göttinger Industriegebieten Weende und Grone verdeutlichte. 1905 arbeiteten Arbeiter in der Pergamentfabrik 10 Stunden und 40 Minuten pro Tag, 6 Tage pro Woche von 6 Uhr morgens bis 6 Uhr abends. Zum Teil wurde im Schicht-Betrieb rund um die Uhr gearbeitet. Die Mieten in Weende waren mit durchschnittlich 90 Mark im Jahr hoch. Die soziale Situation der Arbeiter trug zur Entstehung der Arbeiterbewegung bei. Jedoch erst 1912 wurde eine eigene sozialdemokratische Ortsgruppe in Weende gegründet.
Während der nationalsozialistischen Diktatur kaufte 1936 der niederländische Unilever-Konzern das Göttinger Unternehmen. Firma Rube wird auch mit Zwangsarbeit während des Zweiten Weltkrieges in Zusammenhang gebracht: Prominentes Beispiel ist der polnische Karikaturist Stanisław Toegel (1905–1953), der nach der Niederschlagung des Aufstandes in Warschau nach Göttingen deportiert wurde, wo er in der Papierfabrik Zwangsarbeit leistete.
1973 benannte Unilever das Göttinger Unternehmen in 4P Rube Göttingen GmbH um. Damit gehörte das Verpackungsunternehmen zur sogenannten „4P Packaging Group“, die Unilever seit 1965 von einem internen Dienstleister zu einem am Markt agierenden, gewinnorientierten Geschäft ausbaute. Rube war inzwischen in der Herstellung von modernen Kunststoffverpackungen für Lebensmittel (Margarinebehälter, Joghurtbehälter etc.) tätig. Die 4P-Gruppe umfasste zunächst vier Produktionsstätten in Deutschland sowie eine Gesellschaft in Frankreich zur Herstellung von Pappbechern, Faltkartons sowie Kunststoff-Folien, darunter die heutige Huhtamaki Ronsberg, die ebenfalls seit 1886 Pergamentpapier herstellte und 1937 von Unilever übernommen wurde. Sie gehört noch heute zur Huhtamaki-Gruppe.
Zum 1. Januar 1992 verkaufte Unilever die 4P Verpackungsgruppe an die Royal Packaging Industries Van Leer B.V. 1999 fusionierte die Van Leer B.V. mit der finnischen Huhtamaki zu Huhtamaki Van Leer, dem achtgrößten Verpackungshersteller der Welt mit mehr als 2,8 Milliarden Euro Jahresumsatz. Die Göttinger 4P Rube gehörte fortan zu Huhtamaki Van Leer.
Im Jahresbericht 1999 erwähnte die Huhtamaki Van Leer bereits sinkende Absatzmengen und starken Preisdruck im Bereich Margarine- und Joghurtbecher aus Kunststoff, insbesondere in Deutschland und Polen. 2005 gab Huhtamaki die Schließung des Standortes Göttingen mit inzwischen über 500 Mitarbeitern bekannt. Die industrielle Nutzung des ehemaligen Klostergeländes in Weende endete 2007 nach 134 Jahren.
2007 beschloss die Stadt Göttingen zur Umnutzung des ca. 11 Hektar großen „Huhtamaki-Geländes“ eine gewerbliche Nutzung in seinem westlichen Teil, eine Wohnbebauung in seinem östlichen Teil und eine gemischte Nutzung im südlichen Teil. Geplant ist ein Stadtquartier, das auch Teile der ehemaligen Industrie (zum Beispiel die Löschwasserteiche) einbeziehen soll. Das Gelände wird von verschiedenen Logistikunternehmen (darunter Spedition Zufall) und Dienstleistern genutzt. Historische Industriegebäude der 130-jährigen Industriegeschichte sind erhalten.  Der Straßenname Reinhard-Rube-Straße im Göttinger Industriegebiet Lutteranger geht auf den Unternehmensgründer zurück.
Im Juni 2017 erfolgte die Grundsteinlegung für ein zweites Wohngebiet mit 360 Wohnungen, nachdem das erste mit 20 Häusern errichtet worden war.